# West Ryder Pauper Lunatic Asylum/Velociraptor!
West Ryder Pauper Lunatic Asylum/Velociraptor! è la quarta raccolta/box set del gruppo musicale britannico Kasabian, pubblicata il 29 agosto 2014. Contiene i due album della band West Ryder Pauper Lunatic Asylum e Velociraptor!, rispettivamente del 2009 e del 2011.

## Tracce
Testi e musiche di Sergio Pizzorno.
CD 1
1. Underdog – 4:37
2. Where Did All the Love Go? – 4:17
3. Swarfiga – 2:18
4. Fast Fuse – 4:10
5. Take Aim – 5:23
6. Thick as Thieves – 3:06
7. West Ryder Silver Bullet (feat. Rosario Dawson) – 5:15
8. Vlad the Impaler – 4:44
9. Ladies and Gentlemen, Roll the Dice – 3:33
10. Secret Alphabets – 5:07
11. Fire – 4:13
12. Happiness – 5:16

CD 2
1. Let's Roll Just Like We Used To – 4:47
2. Days Are Forgotten – 5:03
3. Goodbye Kiss – 4:04
4. La Fée Verte – 5:47
5. Velociraptor! – 2:51
6. Acid Turkish Bath (Shelter from the Storm) – 6:01
7. I Hear Voices – 3:58
8. Re-Wired – 4:44
9. Man of Simple Pleasures – 3:51
10. Switchblade Smiles – 4:13
11. Neon Noon – 5:20